# Bonvār Ḩoseyn
Bonvār Ḩoseyn (persiska: بنوار حسین, Benvār-e Ḩoseyn) är en ort i Iran.   Den ligger i provinsen Khuzestan, i den västra delen av landet, 500 km sydväst om huvudstaden Teheran. Bonvār Ḩoseyn ligger 104 meter över havet och antalet invånare är 674.
Terrängen runt Bonvār Ḩoseyn är platt.Runt Bonvār Ḩoseyn är det ganska tätbefolkat, med 104 invånare per kvadratkilometer. Närmaste större samhälle är Andimeshk, 12,0 km norr om Bonvār Ḩoseyn. Trakten runt Bonvār Ḩoseyn består till största delen av jordbruksmark.